# Округ Радерфорд (Тенеси)
Радерфорд (енгл. Rutherford County) је округ у америчкој савезној држави Тенеси.

## Демографија
По попису из 2010. године број становника је 262.604, што је 80.581 (44,3%) становника више него 2000. године.
| Група             | 2000.           | 2010.           |
| Белци             | 153.762 (84,5%) | 198.483 (75,6%) |
| Афроамериканци    | 17.312 (9,5%)   | 32.886 (12,5%)  |
| Азијати           | 3.467 (1,9%)    | 7.984 (3,0%)    |
| Хиспаноамериканци | 5.065 (2,8%)    | 17.500 (6,7%)   |
| Укупно            | 182.023         | 262.604         |